# 法兰西岛大区快铁E线
法兰西岛大区快铁E线（法語：Ligne E du RER d'Île-de-France，简称RER E）是法兰西岛法兰西岛大区快铁的一条连接巴黎市中心和东部郊区的线路。该线路连接楠泰爾拉福利站、巴黎市区的奥斯曼圣拉扎尔站（Haussmann - Saint-Lazare，E1分支），以及东部的谢勒-古尔奈站（Chelles - Gournay，E2分支）和图尔南站（Tournan，E4分支）。拉德芳斯、訥伊馬約門、奥斯曼圣拉扎尔、馬真塔及罗尼佩里耶森林站均可转乘巴黎地铁；楠泰爾拉福利至馬真塔站各站及豐特奈谷站可轉乘法兰西岛大区快铁；拉德芳斯、奥斯曼圣拉扎尔、馬真塔、謝勒-古爾奈及圖爾南站則可轉乘远郊列车。
RER E线的运营由法国国家铁路公司（SNCF）负责。

## 历史

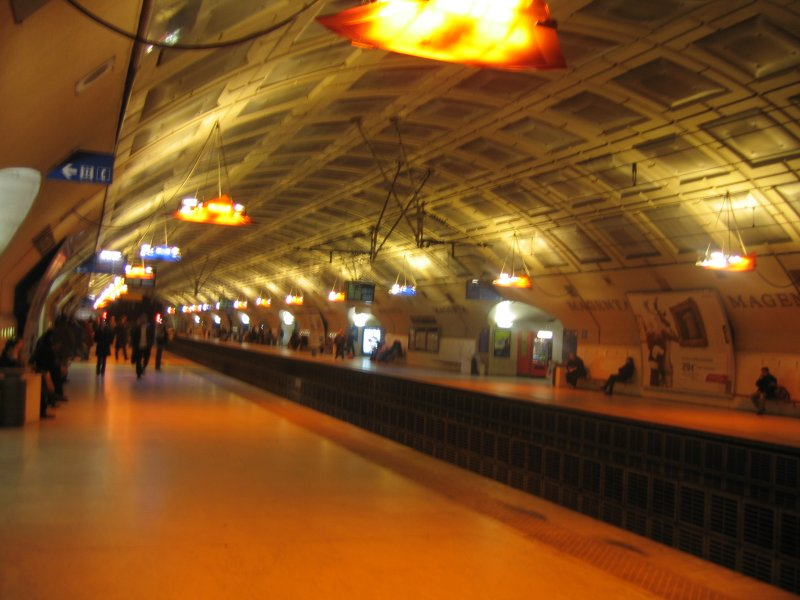
马真塔站，位于巴黎东站和巴黎北站之间

### 东西快铁计划
E线的前身是巴黎东站郊区路网的一部分，包括1849至1852年间修建的巴黎-斯特拉斯堡线（后来部分成为E2分支），以及1848至1858年间修建的巴黎-米卢斯线（后来部分成为E4分支）。
在1980年代中后期，法兰西岛大区快铁中的A线随着东西向客流的增长而日趋饱和，一小时运送55000名乘客，短期内可能超过65000从而引发线路瘫痪。尽管当局将讯号系统改进为驾驶辅助系统（Système d'aide à la conduite, à l'exploitation et à la maintenance，縮寫SACEM），但面对高居不下的客流仍然是远水难解近渴，只有修建一条新线路才能解决相关问题。于是在1986-1987年间，巴黎大众运输公司（RATP）和法国国家铁路公司各自提出两个缓解东西交通的计划：RATP修建东西快速地铁（Météor，后来成为地铁14号线），SNCF修建一条新的法兰西岛大区快铁，连接东部和西部郊区，并穿越巴黎市区，称为东西快铁（计划名为"Éole"，全稱Est-Ouest liaison express）。
1989年10月13日，法国总理米歇尔·罗卡尔宣布东西快速地铁和东西快铁计划将同时实施。1989年11月23日，SNCF提交了东西快铁的时间表，预计于1996年完工。次年7月31日，法兰西岛运输联合会（Syndicat des transports d'Île-de-France，縮寫STIF）认可了东西快铁计划的一期路网，将从圣拉扎尔出发，连接东部的谢勒-古尔奈、马恩河畔维利耶和尚皮尼。
1991年春，该计划经过公众咨询后做了些许修改，包括调整巴黎东站站前路轨设置，以便于东西快铁列车可以和其他列车分隔运行，顺利来往城区和线路分岔点努瓦西勒塞克站（Noisy-le-Sec），巴黎北站和巴黎东站之间的新车站采用4条轨道，巴黎东北入城隧道口坡度的设定，市区地下路轨采用双洞隧道修建，终点站路轨尽头加设80米的缓冲轨道等。当年11月15日，最终路线图对公众发布。一周后，交通部长保罗·基莱斯签署通过最终路线图。

### 修建概要

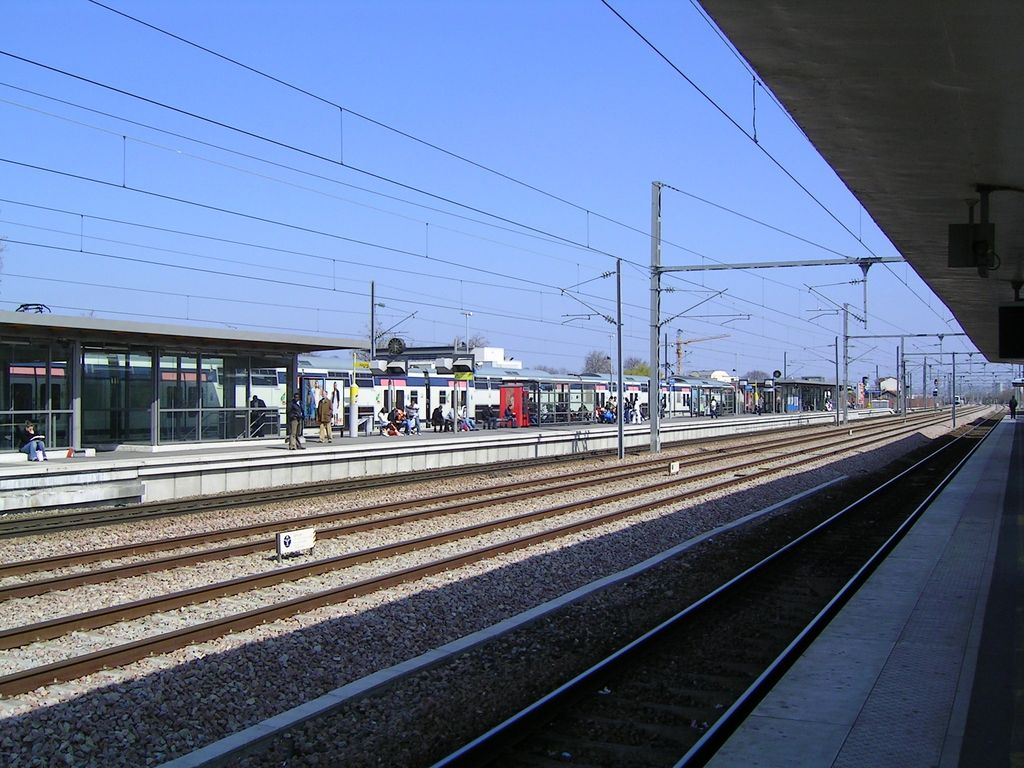
谢勒-古尔奈站

1992年1月，东西快铁开始进行必要的土木施工，1993年，东西快铁的主要工程正式开工。工程地下深度达到史无前例的40米，同时还要面对途经含水层以及空间狭小局促的地下部分。为了避免出现塌陷事故，施工进行得小心谨慎，并采用了类似英法海底隧道的掘进方式。东北部入城隧道口的开挖被屏蔽隔离，同时还进行加固，并且迫使巴黎东站前的6条快速路轨迁移了其中3条，列车行驶时速也被相应到40公里降低以应对工程。施工带来的土方和碎石被机械传送带送到外部，然后再装上货车。从1994年2月14日开始，施工采用了新型的隧道掘进机"Martine"进行隧道钻挖。钻挖产生的碎石被传送带送走，而没有使用卡车运输。
1995年5月4日，经历了一年又半个月的施工后，市区隧道北线（东行）顺利完工，但同年12月22日，隧道南线（西行）却发生了塌陷事故，导致巴黎第九区蝴蝶路90间民房出现开裂，结果SNCF被迫出资进行经济补偿，增加建设预算，另外工程因此而延期一年半，原本定于1998年竣工通车，因此拖延至1999年。
在东郊的庞坦，两条新的铁轨替换了既有的铁轨，因此，在那里新建了一个753米长立体交叉，以便列车驶入地下隧道，该土木工程于1998年底完工。在努瓦西勒塞克站，为了迎合工程需要修建了一条新铁轨，附近的公路桥为此进行了重建。沿线固有车站的月台高度被增高至0.92米以适应新列车的底板高度，但为了与其它性质的列车保持兼容（比如货车和军车），月台高度并没有被优化到最合适的1.2米高度值。

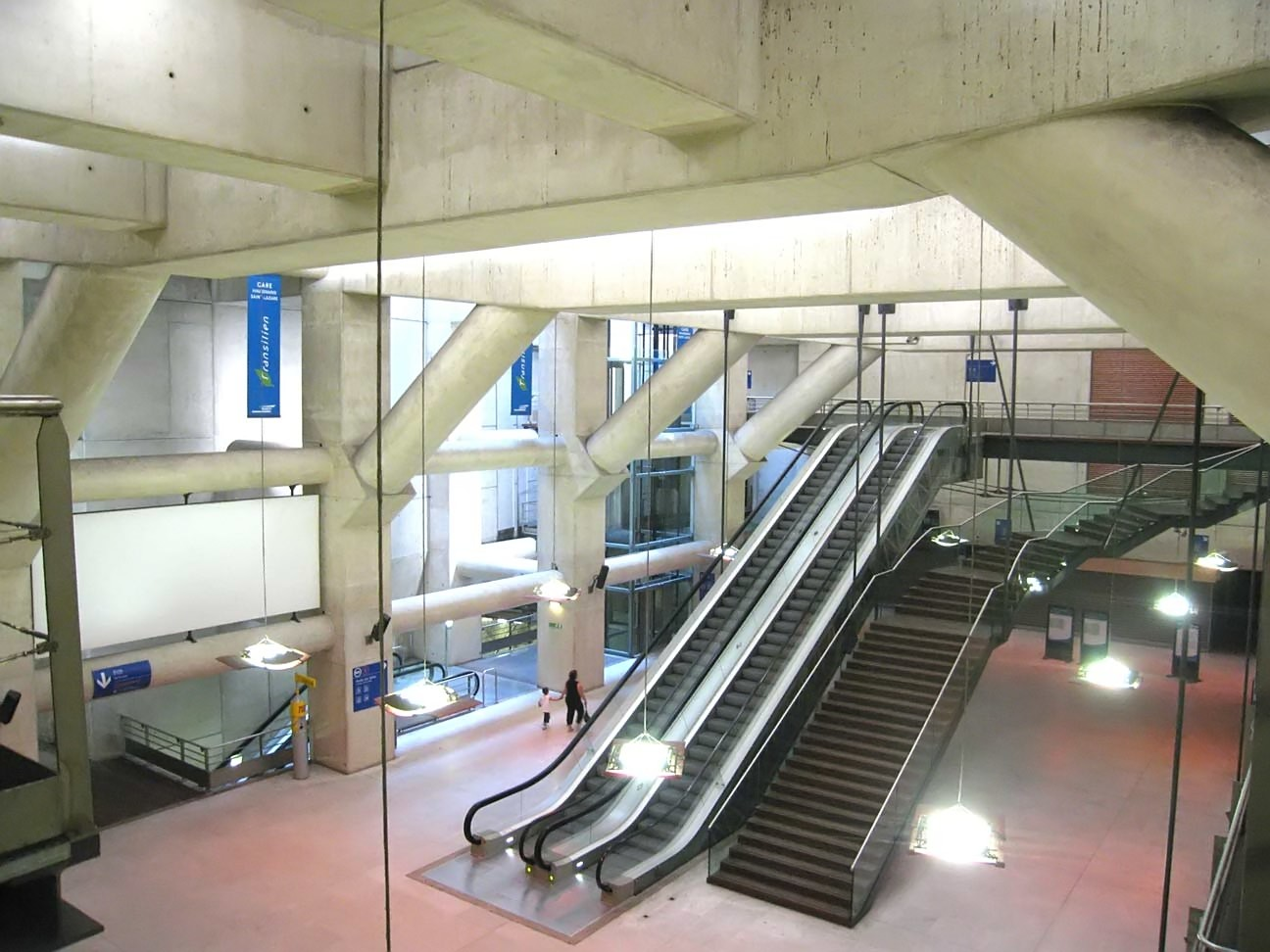
奥斯曼圣拉扎尔站

1998年夏，市区的两个地下车站均顺利竣工，其深度均达30米，且空间广阔如教堂一般，高峰期每小时可供30000人进出。当年7月22日，一辆BB 63000内燃机车载着预定投放使用的动车组在地下路段试运行。1999年1月19日，线路供电设备完成，巴黎东北入城口的铁道系统被修改以方便E线使用。1月26日，预定投递给E线的新型列车Z 22500在线上夜间试运行。
1999年7月12日，历经7年的施工后，RER E线正式竣工通车，法国总理若斯潘，法铁总裁路易·加卢瓦，大区委员会主席以及多名部长官员为竣工仪式剪彩。两天后，E2分支（谢勒-古尔奈站）投入使用。8月30日，E4分支（当时仅通到马恩河畔维利耶站）亦投入使用。
该工程原计划62亿法郎，后因地质原因，挖掘土方超量（堪比胡夫金字塔）追加7亿法郎，因巴黎东站附加施工追加6.5亿，住房危机影响的土地购买成本追加4.5亿，碎石运输系统追加1亿，以及蝴蝶路塌方事件追加1亿，耗资已超过81亿法郎。如此高的修建成本迫使法国政府和STIF在此后的轨道交通规划中采取一些低成本的项目，比如路面电车，并且只是连接郊区之间，而不再穿越巴黎市区内，而E线计划中的未来西延段也随之被推迟（东西快铁计划要东西贯通巴黎）。

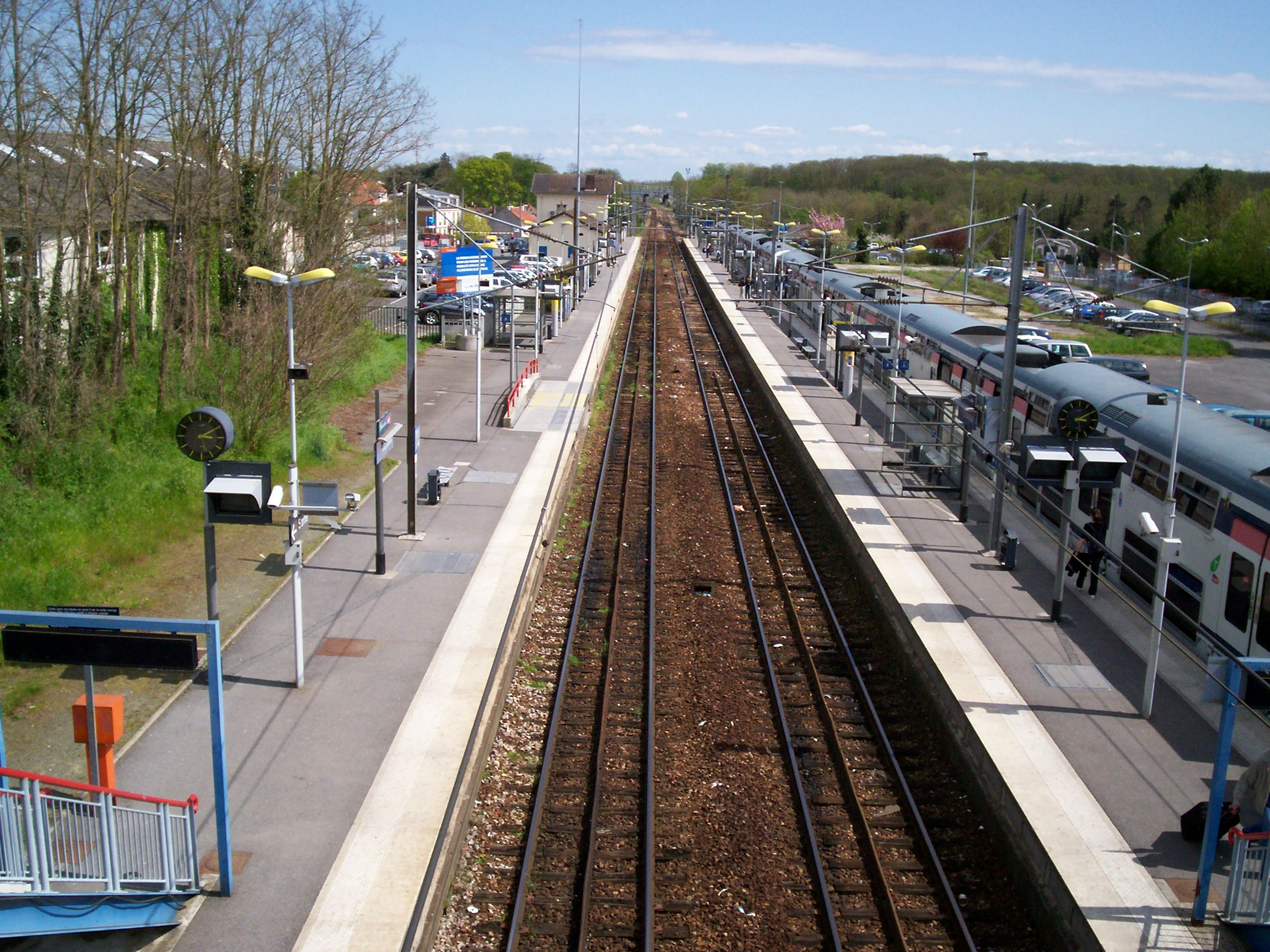
图尔南终点站

### 东延段
在最初计划中，E线會开辟三条分支，分別前往谢勒-古尔奈站，马恩河畔维利耶站，以及尚皮尼站。但最终尚皮尼分支被延期，作为服务增值替代，2003年12月14日，E线的E4分支从马恩河畔维利耶站延长至图尔南站。这样从巴黎市区前往东部远郊（如圖爾南），就不必先前往巴黎东站转乘远郊列车，反之从东郊前往巴黎也增加了新的落车点选择。而乘客坐毕全程也仅需46分钟，比起原先节省了10分钟（无需在巴黎东站转乘地铁）。
2015年12月13日，在E线上的马真塔站与庞坦站之间增設了罗莎·帕克斯站，該站位於巴黎第19區，方便了乘客换乘法兰西岛有轨电车3号线b线。

### E2分支改善服务
在乘客、当地居民和政府官员的要求下，SNCF改善了E2支線的列車服務，自2009年12月13日以后，往返奥斯曼圣拉扎尔和谢勒-古尔奈站的列车全天候为慢车，每站都停靠。因为在以往，庞坦站的列车服务明显不足，给旅客带来了不便。在这以后，高峰期的两个方向每小时分别有12班列车和8班列车停靠，为以往的2-3倍。这项服务改善还能对当地的城市化发展起到推进作用，不过要以延长通勤时间1-3分钟为代价。

### 西延線逐步通車
2024年5月6日，西延線首階段通車，為E線增加了三座車站: 楠泰爾拉福利、拉德芳斯和訥伊馬約門站。然而，由於暫時缺乏足夠的RER機車車輛，所以直至 2024 年底，西延線路段只開行來往楠泰爾拉福利和馬真塔的穿梭列車，每 15 分鐘一班（編碼為 NOMY 為朝楠泰爾拉福利方向，MONY 為朝馬真塔方向），提供服務的時間為週一至週五上午10 點至下午4點 （假日除外），週六、週日及假日上午10點至晚上8點。楠泰爾拉福利至馬真塔之間的旅程需要14-15分鐘，具體取決於方向，其中楠泰爾拉福利和奧斯曼圣拉扎尔之間的行程則需要 10 分鐘。

### 线路走向

法兰西岛大区快铁E线的线路走向

## 线路走向和车站列表

### 车站列表
|  |   |    |    |    | 车站                                                                    | 区域环数 | 途经城镇                        | 转乘其他列车                                           |
|  | - | -- | -- | -- | ----------------------------------------------------------------------- | -------- | ------------------------------- | ------------------------------------------------------ |
|  |   | ·  | E1 | E1 | 楠泰爾拉福利 Nanterre–La Folie                                          | 3        | 楠泰爾                          | (RER) · (A)                                            |
|  |   | ·  |    |    | 拉德芳斯 La Défense                                                     | 3        | 皮托                            | (T) · (2) · (M) · (1) · (RER) · (A) · [T] · [L] · [U]  |
|  |   | ·  |    |    | 訥伊馬約門 Neuilly–Porte Maillot                                        | 1        | 巴黎第17區                      | (T) · (3b) · (M) · (1) · (RER) · (C)                   |
|  |   | ·  |    |    | 奥斯曼圣拉扎尔 Haussmann — Saint-Lazare                                 | 1        | 巴黎第九区                      | ter Haute-Normandie                                    |
|  |   | ·  |    |    | 马真塔 Magenta                                                          | 1        | 巴黎第十区                      | ter Picardie ter Champagne-Ardenne TGV Eurostar Thalys |
|  |   | ·  |    |    | 罗莎·帕克斯 Rosa Parks                                                  | 1        | 巴黎十九区                      |                                                        |
|  |   | ·  |    |    | 庞坦 Pantin                                                             | 2        | 庞坦                            |                                                        |
|  | · | ·  | ·  |    | 努瓦西勒塞克 Noisy-le-Sec                                               | 3        | 努瓦西勒塞克                    | (T) · (1)                                              |
|  |   |    | ·  |    | 邦迪 Bondy                                                              | 3        | 邦迪                            | (T) · (4)                                              |
|  |   |    | ·  |    | 勒兰西-维勒蒙布勒-蒙费梅伊 Le Raincy — Villemomble Montfermeil          | 4        | 勒兰西 维勒蒙布勒 蒙费梅伊      |                                                        |
|  |   |    | ·  |    | 加尼站 Gagny                                                            | 4        | 加尼                            |                                                        |
|  |   |    | ·  |    | 勒谢奈-加尼 Le Chénay — Gagny                                           | 4        | 加尼                            |                                                        |
|  |   |    | ·  | E2 | 谢勒-古尔奈 Chelles — Gournay                                           | 4        | 谢勒 马恩河畔古尔奈             | [T] · [P]                                              |
|  | · |    |    |    | 罗尼佩里耶森林 Rosny — Bois Perrier                                     | 3        | 罗尼苏布瓦                      | (M) · (11)                                             |
|  | · |    |    |    | 罗尼苏布瓦 Rosny-sous-Bois                                              | 3        | 罗尼苏布瓦                      |                                                        |
|  | · |    |    |    | 丰特奈谷 Val-de-Fontenay                                                | 3        | 丰特奈苏布瓦                    | (RER) · (A)                                            |
|  | · |    |    |    | 诺让-勒佩勒 Nogent — Le Perreux                                         | 3        | 马恩河畔诺让 马恩河畔勒佩勒     |                                                        |
|  | · |    |    |    | 莱布勒罗尚皮尼 Les Boullereaux — Champigny                              | 3        | 马恩河畔尚皮尼                  |                                                        |
|  | · |    |    |    | 马恩河畔维利耶-勒普莱西特雷维斯 Villiers-sur-Marne — Le Plessis-Trévise | 4        | 马恩河畔维利耶 勒普莱西特雷维斯 |                                                        |
|  | · |    |    |    | 莱西夫里-大努瓦西 Les Yvris — Noisy-le-Grand                            | 4        | 大努瓦西                        |                                                        |
|  | · |    |    |    | 埃姆兰维尔-蓬托-孔博 Émerainville Pontault-Combault                     | 5        | 埃姆兰维尔 蓬托-孔博            |                                                        |
|  | · |    |    |    | 布里地区鲁瓦西 Roissy-en-Brie                                           | 5        | 布里地区鲁瓦西                  |                                                        |
|  | · |    |    |    | 奥祖瓦尔-拉费里耶尔 Ozoir-la-Ferrière                                   | 5        | 奥祖瓦尔-拉费里耶尔             |                                                        |
|  | · |    |    |    | 格雷茨-阿曼维利耶 Gretz-Armainvilliers                                  | 5        | 格雷茨-阿曼维利耶               |                                                        |
|  | · | E4 | E4 | E4 | 图尔南站 Tournan                                                        | 5        | 布里地区图尔南                  | [T] · [P]                                              |

## 列车与时速

### 使用车型

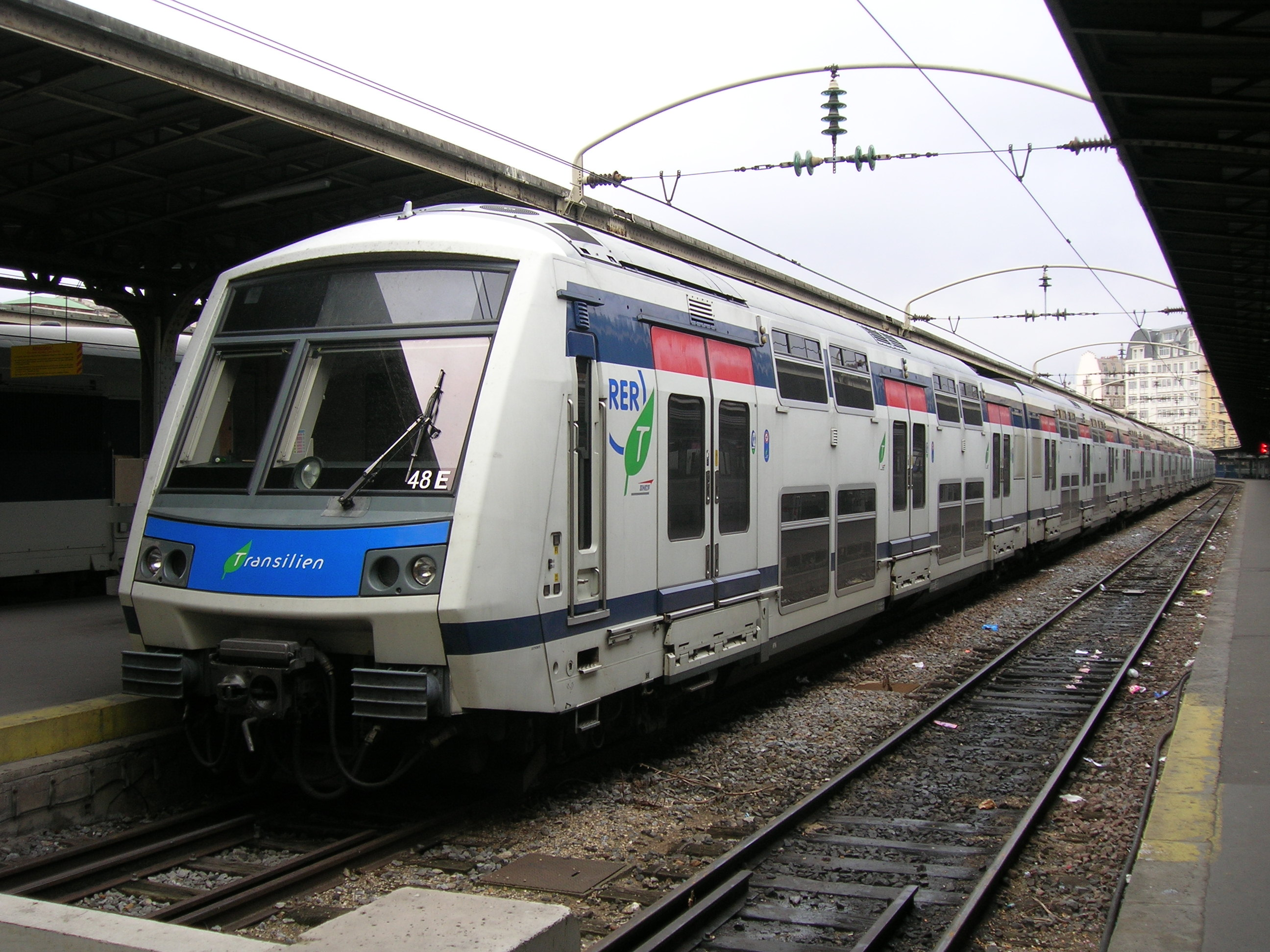
Z 22500列车停靠在巴黎东站

SNCF为E线特别订购了新型双层列车，源于此前SNCF惯常使用的Z 5600，Z 8800和Z 20500，但又有显著不同。每节车厢上有3个车门供乘客进出，相比Z 20500等的2个车门可以明显增加通勤效率。而RATP亦在同期订购了用于缓解RER A线客流的双层列车，两种双层列车合并为"MI 2N"计划，并且两种列车基于同种技术，相似度高，RATP的列车定名为MI 2N Altéo，简称MI 2N，SNCF的列车定名为Z 22500。其实，MI 2N Altéo和Z 22500之间仍然有些差别: 前者采用3牵引车厢+2拖卡车厢的连接方式，后者采用2牵引车厢+3拖卡车厢的连接方式，相当于少了1/3的功率；在Altéo的一节车厢内，有3个中部平台连接上层车厢和下层车厢，而Z 22500只有2个中部平台，并且位于车厢的两端。
Z 22500列车于1996年3月起开始投放，历经近4年投放完成。该列车一共生产了53辆，但由于最终E线被移除一个分支，故这些列车一开始并未全部投入使用。为了不让未使用的列车就此闲置，和在保修期内尽快发现列车是否有问题，自1998年11月29日起，SNCF决定让当时过剩的Z 22500先在圣拉扎尔路网中的圣拉扎尔站到楠泰尔大学站（Nanterre - Université）之间运行，那一段路的月台高度已经被加高，不过月台长度仍然不够长，于是那些Z 22500只采用单组4节车厢，重联后达8节车厢，其余自1996年已经投入使用（先在巴黎东站远郊路网上行走，因为当时地下隧道尚未完工）的Z 22500采用单组5节车厢，重联后达10节车厢。随着E线的竣工，所有的Z 22500均采用5节车厢，这就使得行走圣拉扎尔路网的Z 22500无法重联。E线延长至图尔南站之后，所有的Z 22500都行走E线。
但E线延长到图尔南站以后，53辆列车也无法满足列车的高峰期运营，所有的列车都不能重联运行，否则列车数量不足，相关问题可能要等E线向西延伸之后，投递新的车辆才能解决。

### 运行时速
在东部地区，列车时速可达140公里。在巴黎市区地下隧道内则被限制到60公里，因为奥斯曼圣拉扎尔终点站是路轨尽头。
另外，E线是唯一一条全程采用25千伏交流电的RER线路，包括东部郊区和巴黎市内。

## 列车班次编码

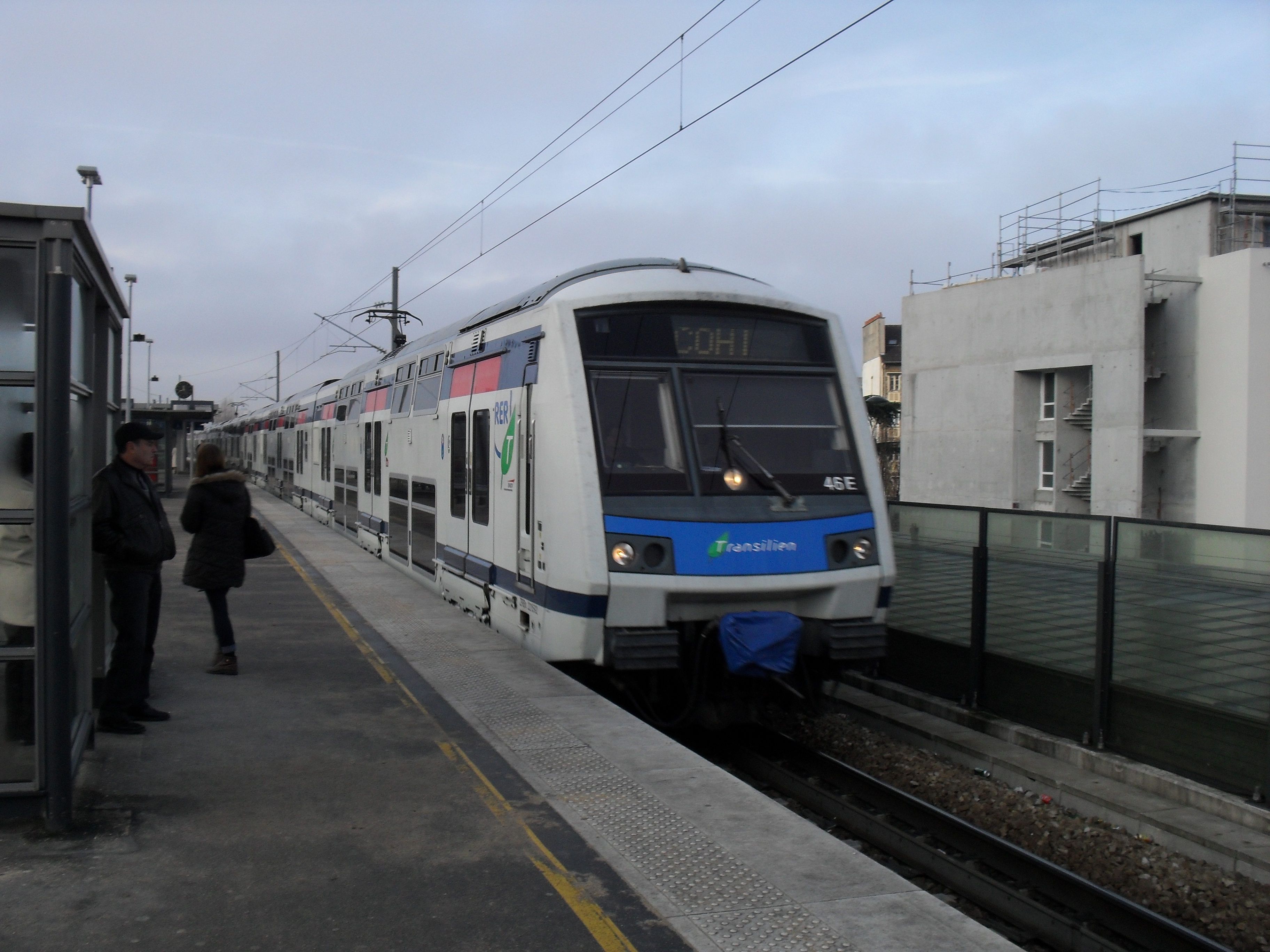
班次为COHI的列车停靠在谢勒-古尔奈车站

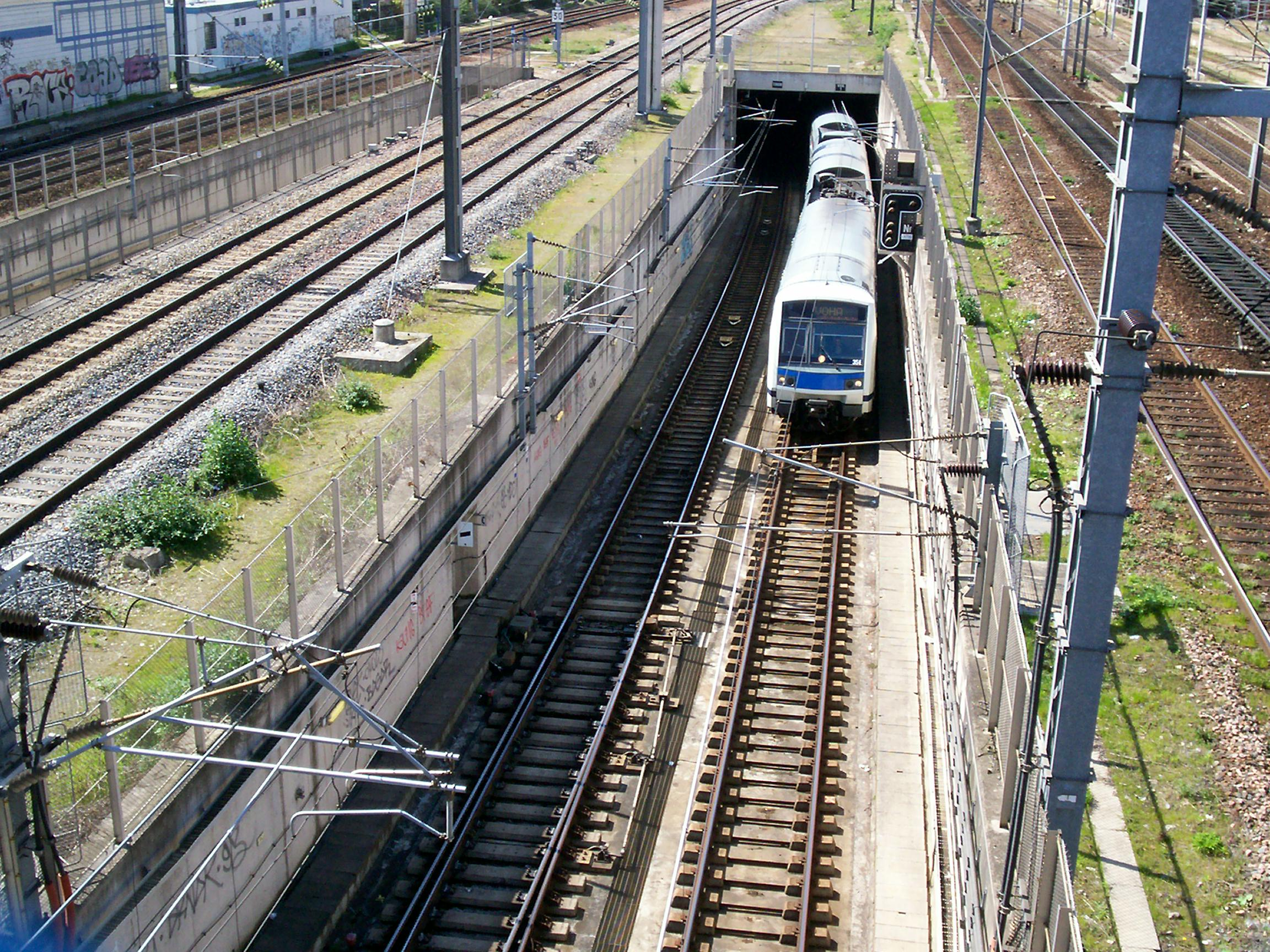
班次为VOHA的列车从巴黎市区驶往东部郊区

列车班次编码由4个字母构成。
1. 首字母代表本班列车的终点站

B=布里地区鲁瓦西站（仅用作特殊情况）
C=谢勒-古尔奈站，比如CISI、CUSI。
D=诺让-勒佩勒站（仅用作特殊情况）
E=埃姆兰维尔-蓬托-孔博站（仅用作特殊情况）
G=加尼站（仅用作特殊情况），格雷茨-阿曼维利耶站（仅用作特殊情况）
H=奥斯曼圣拉扎尔站，比如HAVA、HOTA。
K=庞坦站（仅用作特殊情况）
N=马真塔站，比如NOHY、NUSI。
S=努瓦西勒塞克站（仅用作特殊情况）
T=图尔南站，比如TAVA、TOHA。
V=马恩河畔维利耶站，比如VOHA。
1. 第二个字母代表巴黎市区外的停靠情况

A=行走E4分支（图尔南站），只停靠努瓦西勒塞克站，丰特奈谷站，马恩河畔维利耶站，然后每个站都停靠。
I=行走E4分支（图尔南站），只停靠丰特奈谷站，马恩河畔维利耶站，然后每个站都停靠。
O=每个站都停靠，慢车。
Y=从庞坦站直达马恩河畔维利耶站，然后每个站都停靠。
1. 第三个字母代表本班列车的起点站或慢车服务起点

C=发自E2的慢车。
H=发自E1（奥斯曼圣拉扎尔）的慢车。
N=发自马真塔站的慢车。
T=发自马恩河畔维利耶站，或图尔南站的慢车，或施工，故障时发自E4分支各临时终点的慢车。
V=在马恩河畔维利耶站，和图尔南站之间为慢车，在马恩河畔维利耶站和丰特奈谷站之间为直达车。
1. 末字母代表列车服务的路径

A=列车服务E4分支。
I=列车服务E2分支。
Y=列车仅服务共线路段（圣拉扎尔-努瓦西勒塞克）。

## 日常运作

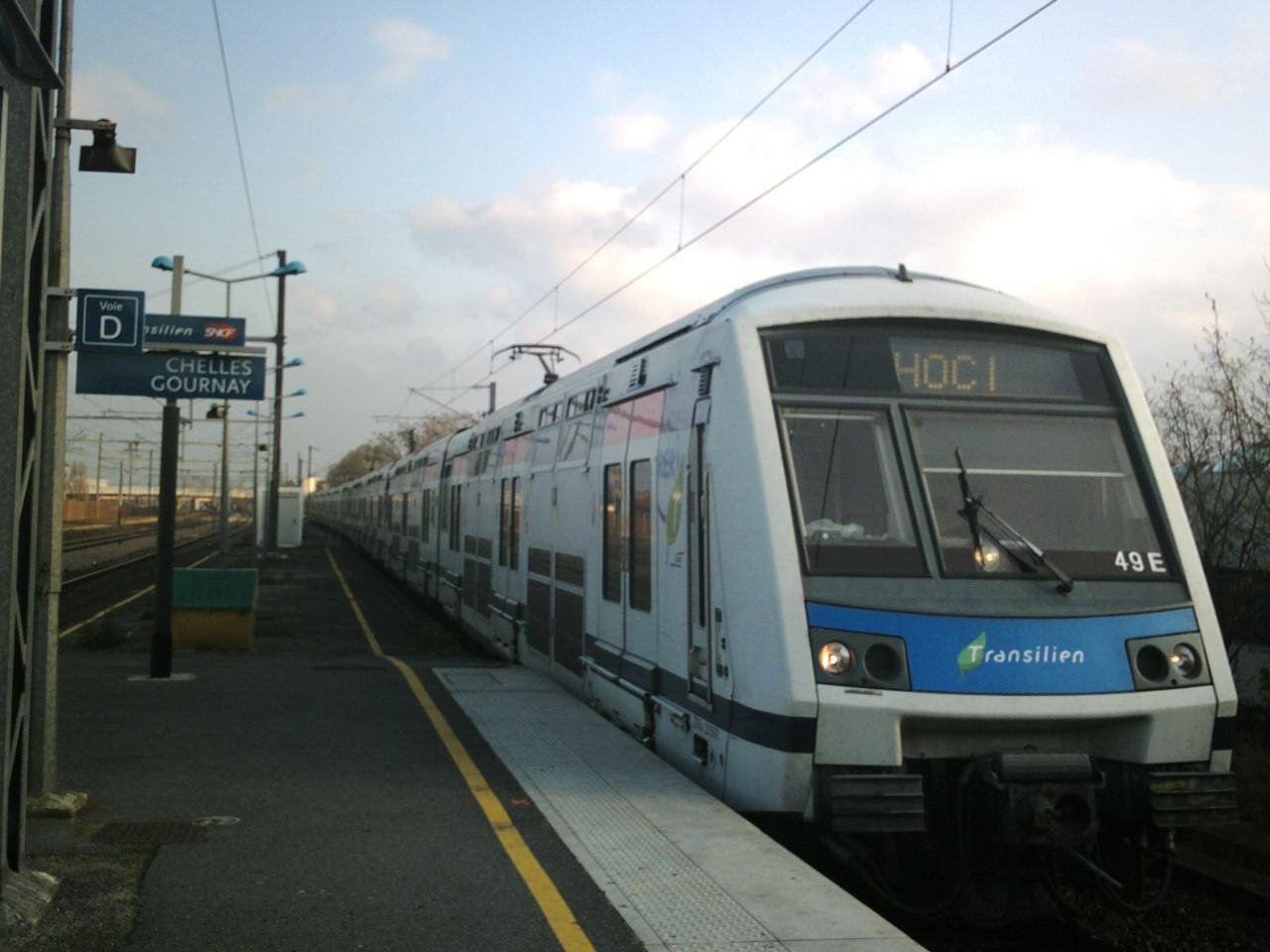
班次为HOCI的列车停靠在谢勒-古尔奈站

### 高峰时段
早班高峰时段的人潮以从东郊前往巴黎为主，以巴黎前往东郊为副，晚班高峰恰好相反。因此列车运作也对称的分为高峰主线和高峰副线。

#### 高峰主线
1. 每7-8分钟一班前往奥斯曼圣拉扎尔站（法语：Gare Haussmann - Saint-Lazare）（早班）和返回谢勒-古尔奈（晚班）的全程车HOCI和COHI，每个站都停靠。走毕全程需大约27分钟。
2. 每15分钟一班前往奥斯曼圣拉扎尔站（法语：Gare Haussmann - Saint-Lazare）（早班）和返回马恩河畔维利耶站（晚班）的区间车HOTA和VOHA，每个站都停靠。走毕全程需大约32分钟。
3. 每15分钟一班前往奥斯曼圣拉扎尔站（法语：Gare Haussmann - Saint-Lazare）（早班）和返回图尔南站（法语：Gare de Tournan）（晚班）的全程车HIVA和TIVA，在马真塔站（法语：Gare de Magenta）和马恩河畔维利耶站之间仅停靠丰特奈谷站，其余每站都停靠。走毕全程需大约44分钟。

#### 高峰副线
1. 每10-30分钟一班前往马真塔站（法语：Gare de Magenta）（早班）和返回奥斯曼圣拉扎尔站（法语：Gare Haussmann - Saint-Lazare）（晚班）的潮汐区间车NOHY和HONY。
2. 每15分钟一班前往谢勒-古尔奈站（早班）和返回奥斯曼圣拉扎尔站（法语：Gare Haussmann - Saint-Lazare）（晚班）的全程车COHI和HOCI，每个站都停靠。
3. 每15分钟一班前往马恩河畔维利耶站（法语：Gare de Villiers-sur-Marne - Le Plessis-Trévise）（早班）和返回奥斯曼圣拉扎尔站（法语：Gare Haussmann - Saint-Lazare）（晚班）的区间车VOHA和HOTA，每个站都停靠。
4. 每30分钟一班前往图尔南站（法语：Gare de Tournan）（早班）和返回奥斯曼圣拉扎尔站（法语：Gare Haussmann - Saint-Lazare）（晚班）的全程车TIVA和HIVA。

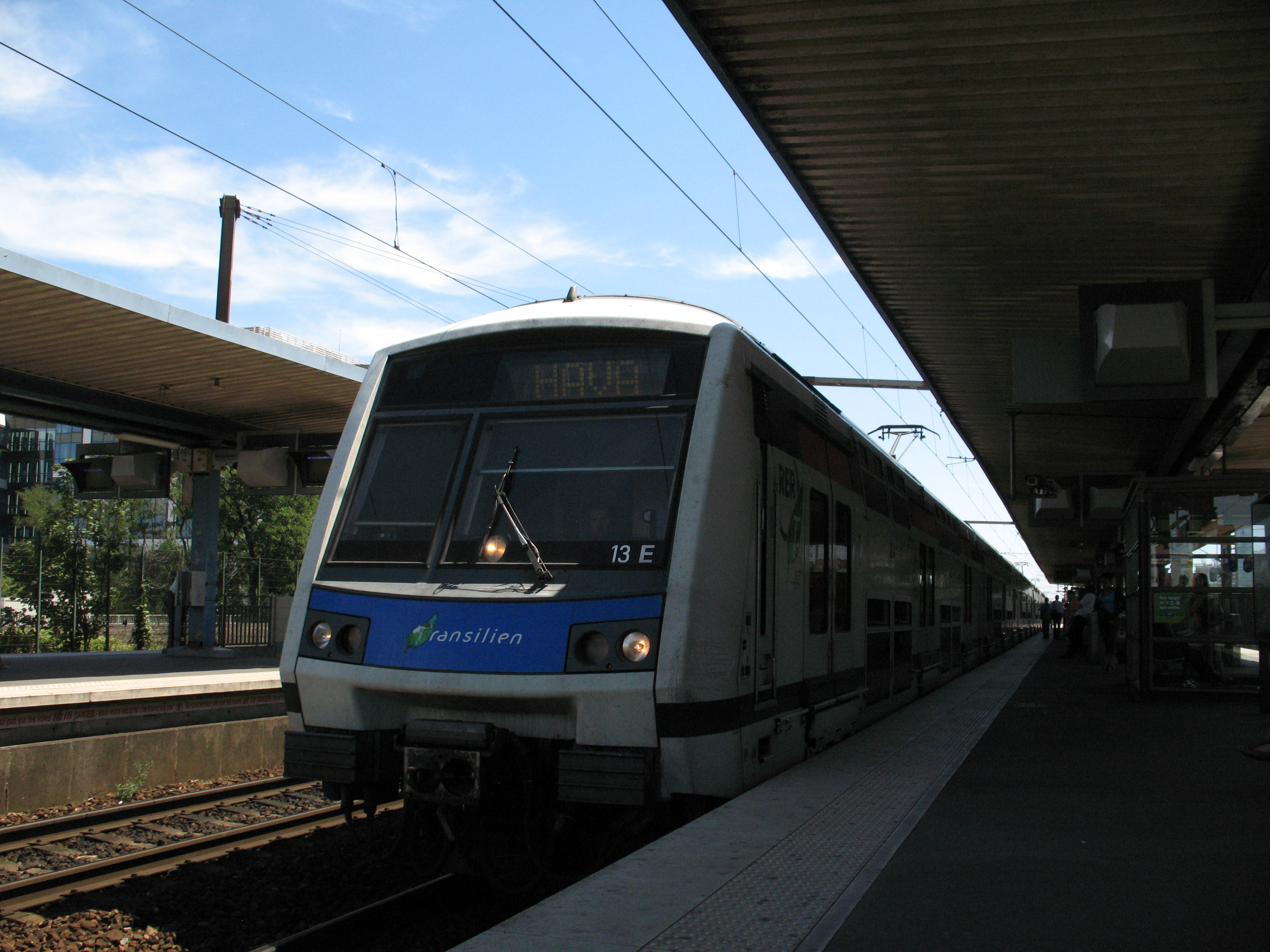
班次为HAVA的列车停靠在丰特奈谷站

### 非高峰时段
1. 每15分钟一班HOCI和COHI。
2. 每15分钟一班HOTA和VOHA。
3. 每30分钟一班往返奥斯曼圣拉扎尔站（法语：Gare Haussmann - Saint-Lazare）和图尔南站（法语：Gare de Tournan）的全程车HAVA和TAVA，比HIVA和TIVA多停靠努瓦西勒塞克站。走毕全程需大约48分钟。

### 夜班车
夜班车在22时以后开始运行
1. 每15分钟一班HOCI和COHI。
2. 每30分钟一班HOTA和VOHA。
3. 每30分钟一班往返奥斯曼圣拉扎尔站（法语：Gare Haussmann - Saint-Lazare）和图尔南站（法语：Gare de Tournan）的全程车HOTA和TOHA，每个站都停靠。走毕全程需大约55分钟。

### 运营受干扰时

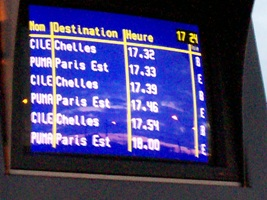
罢工时的列车时刻显示屏

施工或设备故障情况会干扰线路运营，这时，列车常常晚点甚至班次被取消，或者停靠站发生改变，比方说终点从奥斯曼圣拉扎尔改到马真塔，终点从马恩河畔维利耶站改到诺让-勒佩勒，以抵消延迟消耗的时间。事实上，有些中途车站（非终点站或节点站）可以让列车进行调头，但由于车站自身限制会因此干扰别的列车（比如TGV，远郊车，货车等）的运行。
如果发生罢工等社会运动，RER E线会采用新的列车时刻表，特别针对高峰期班次订做。如果当天在市中心班次特别稀少，列车将改到巴黎东站为终点，而基于安全原因，奥斯曼圣拉扎尔站和马真塔也将关闭，2007年11月的大罢工期间即是如此。在这种情况下，E线往返谢勒-古尔奈站的慢车将和巴黎东站远郊车中往返莫城站的半直达车合并，变成巴黎东站往返莫城站的慢车。往返图尔南分支的班次频率将降低，并且终点也改到巴黎东站。
如果奥斯曼圣拉扎尔终点发生事故，所有列车均以马真塔或巴黎东站为终点。

### 其它特殊情况
E线的运营时间从每日凌晨5时至次日凌晨1时，但新年夜和音乐节时，列车将通宵运营。这时所有列车以巴黎东站为起点，每小时各有1班列车分别往返于莫城站和图尔南站，并且停靠线上的所有车站。

## 车站设施

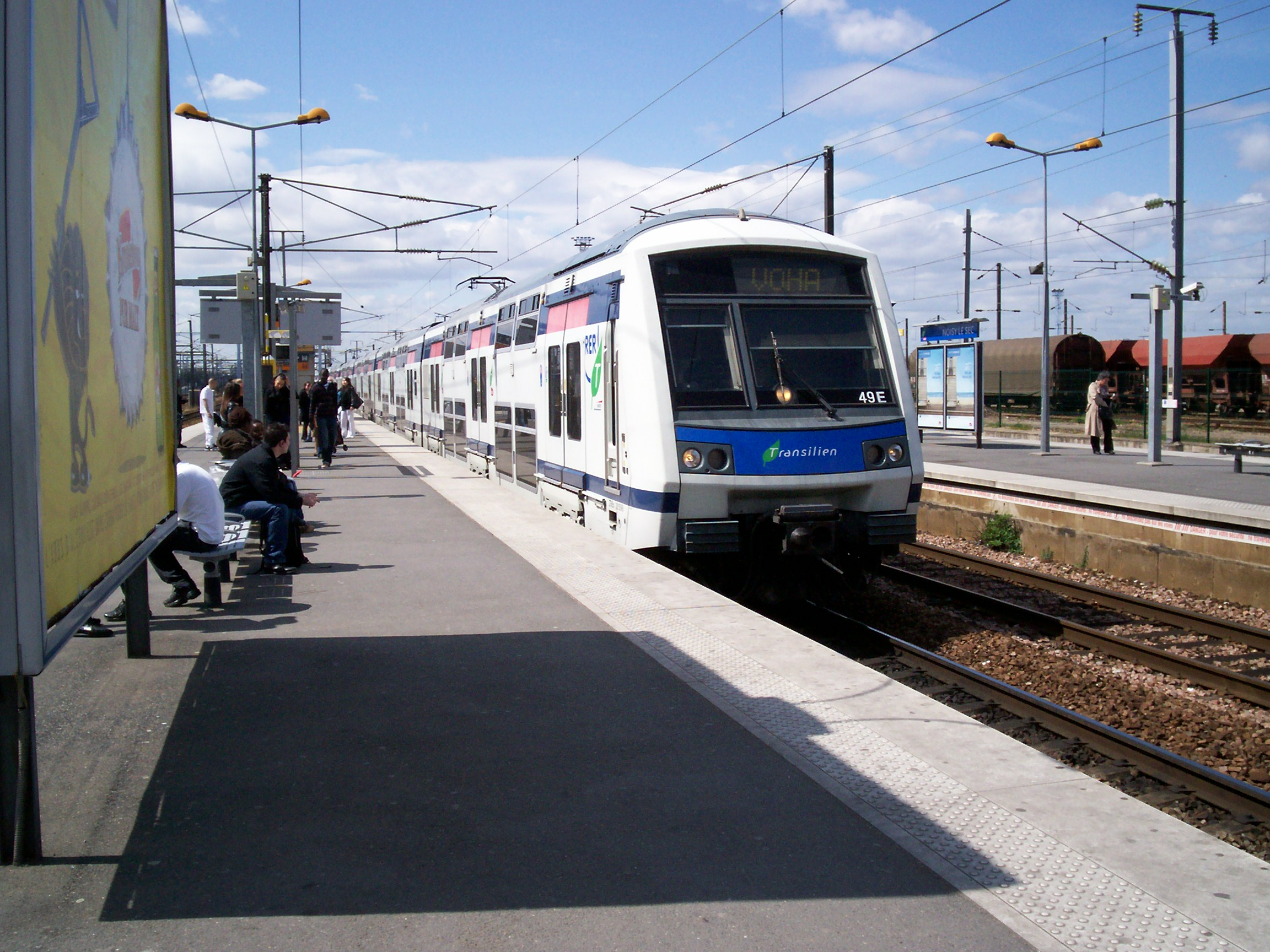
马恩河畔维利耶站

E线的车站大多为地面或架空车站，市区的奥斯曼圣拉扎尔站和马真塔站为深层地下车站。除个别车站外，大多数车站都设有多个侧式月台和岛式月台，左上右下。
值得注意的是，由于全线由法国国家铁路公司运营，E线有大量路段与远郊车，省际列车和TGV混跑，另外加上巴黎市区的两个车站均可作为终点站使用（多月台设计），因而混合月台车站的比例在所有法兰西岛大区快铁线路中居首位。
全线车站都设有自动售票机、咨询处、列车时刻表显示器、停靠站电子显示牌，部分车站设有残障人士设施、自动扶梯和升降机。

## 线路质量反馈
尽管E线是法兰西岛大区快铁中路程最短，客流量最少（因为路程有限），开通年份最晚的线路，但却得到了人们的首肯。

### 正面评价

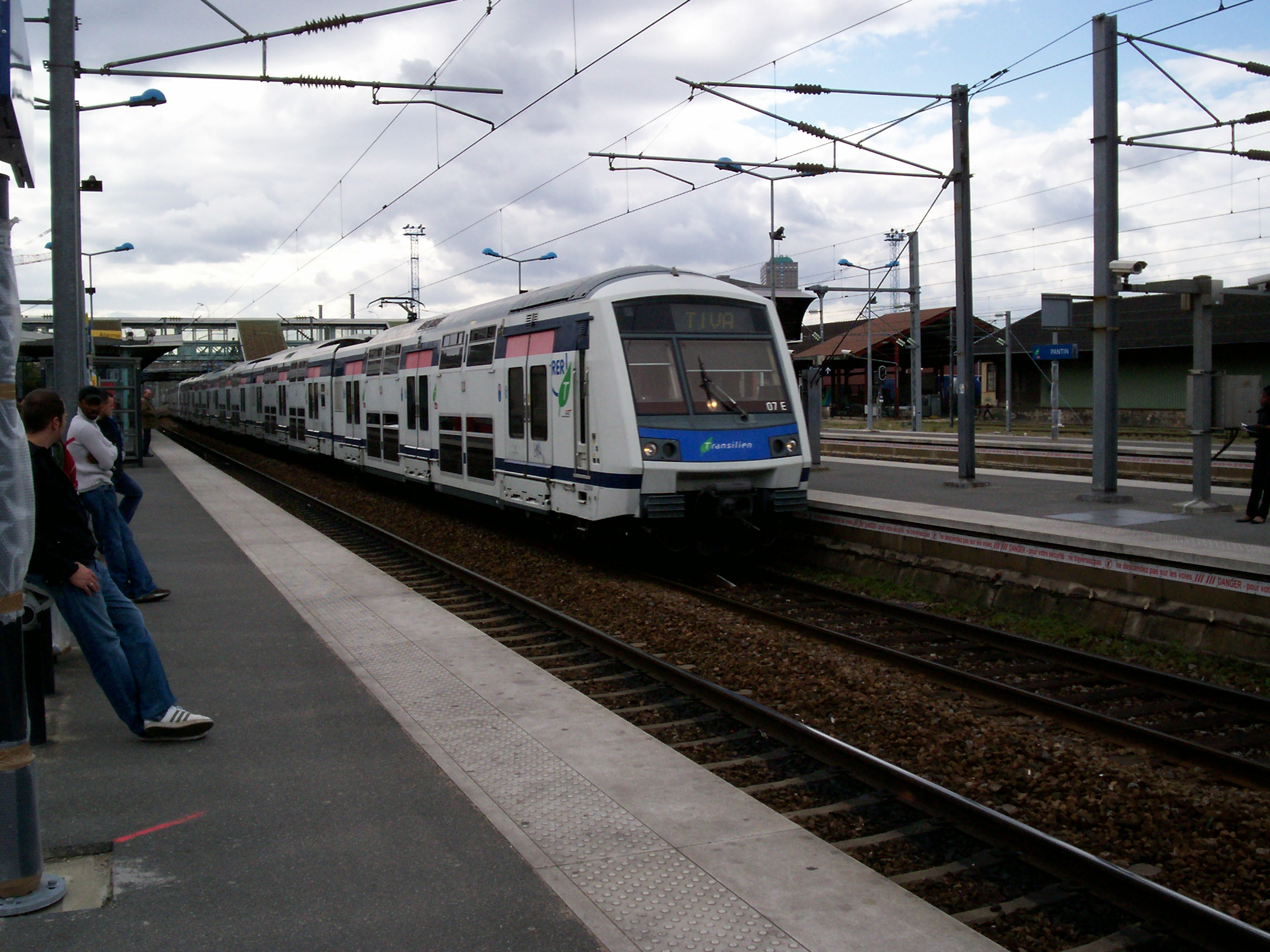
E线列车停靠在庞坦车站

- E线的开通，对法兰西岛的规划的治理起到正面作用。

- E线方便了东部郊区的通勤族前往巴黎上班，特别是前往巴黎歌剧院周边的商务办公区上班，在此前，这些通勤族只能乘坐A线。

- E线在商务办公区和巴黎北站、巴黎东站之间建立起快速连接，单程只需3-4分钟，使得乘坐TGV、欧洲之星、大力士高速列车（Thalys）以及未来的戴高乐机场快线（CDG Express）的乘客可以更方便的到达目的地。

- 使得圣拉扎尔路网和东部路网可以快速对接，尽管还没能做到点对点。而奥斯曼圣拉扎尔站和马真塔站的客流在开通后的5年内分别增长了83%和67%，而当中就有不少乘客并没有乘坐E线来往东部郊区，而是仅来往巴黎市内。

- E线和A线有两个转乘站：丰特奈谷站和奥斯曼圣拉扎尔站（法语：Gare Haussmann - Saint-Lazare）（转A线的奥柏站），一定程度上缓解了A线的过饱和。未来E线延长到拉德芳斯之后，预计缓解效应还将提高。

- 1999年E线的开通还带动了远郊铁路一体化，所有的线路（包括法兰西岛大区快铁C、D线）都被冠之以新名称"Transilien"，随之而来的，是列车和线路设备的翻新、车站的整理、残障人士设施的安装、更优质的服务（理论上）和更舒适的乘坐和候车。

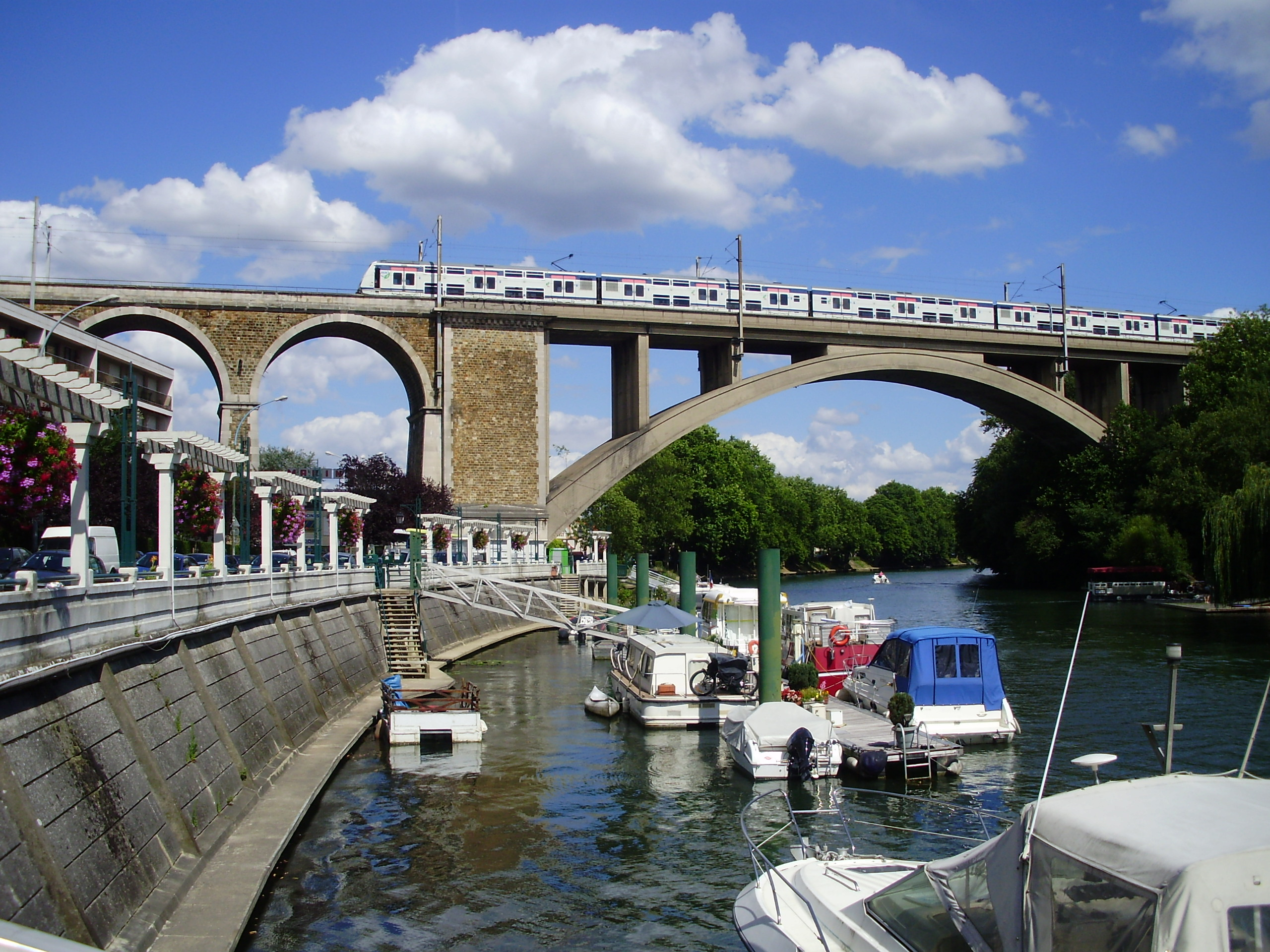
图尔南分支，运行效率受制于路轨不足

- 此外，2004年3月的报告数据显示，E线的故障率低于所有法兰西岛大区快铁的平均值，另据多项优良指标，E线是所有RER中唯一一条通过法国标准认证（法语：Norme française）（NF Service）的线路。

### 局限性
- E线原本是为缓解A线客流量而开通的，但通过调查人们发现作用有限，在E线启用一年后的数据报告显示，A线的旅客只有1/3多转乘到E线。

- 奥斯曼圣拉扎尔站（法语：Gare Haussmann - Saint-Lazare）是线路路轨尽头，没有掉头转辙器，这就造成列车进站落客后，须延长10分钟才能载客，然后离开，这样高峰时段1小时仅有16班列车发出，其中8班发往谢勒-古尔奈站，4班发往马恩河畔维利耶站，4班发往图尔南。最终造成今日车站饱和的局面。但据称E线向西和向东延伸后情况将改善。

- 图尔南站分支的列车运行也受到一定程度的干扰，因为该分支许多路段没有足够的路轨，造成E线和省际列车和远郊车共用轨道，从而影响行车效率，而相关增加路轨计划由于成本和征地问题暂时无法实施。不过，2007年开通的TGV东线和预计2011年开通的另一条通往贝桑松的TGV线可将一部分国内列车从图尔南分支分流出去，能够有效缓解线路负载状况。

## 未来计划

### E2分支增值服务
鉴于十年以来谢勒-古尔奈站分支地段的人口不断增加，列车服务频度还将在此前的基础上进行增加。

### E线西延段

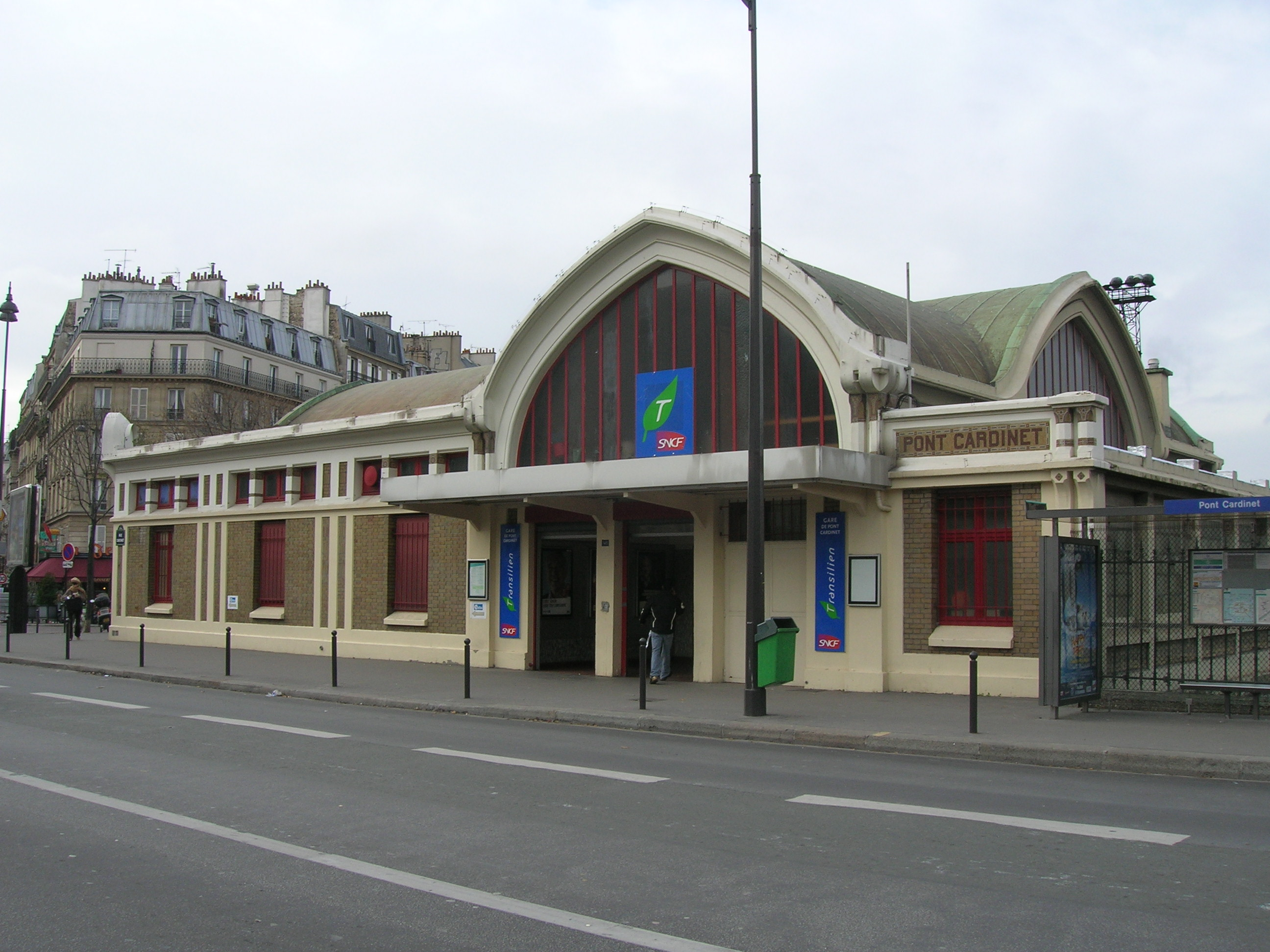
卡迪内桥车站

E线西延段不仅可以解决奥斯曼圣拉扎尔终点的局限性，提高发车频率，同时还能有效分流A线的通勤族，连接拉德芳斯商务区和巴黎北站-东站交通枢纽区，其修建的必要性不言而喻，但延伸段的路线却经过数次修正。

#### 最初计划
西延段最初决定修建一条长约800米的隧道连接圣拉扎尔终点和卡迪内桥（Pont-Cardinet，位于圣拉扎尔车站远郊路网起点以北第一个车站），之后经克利希、勒瓦卢瓦-佩雷、阿涅勒、库尔伯瓦、拉德芳斯，前往凡尔赛右岸和圣农拉布勒泰什-马尔利森林，同时可能新辟一条分支前往西北部的普瓦西站（Poissy）。这个最初计划是巴黎申办2012年奥运会的建设项目的一部分。
虽然这个方案能缓解巴蒂尼奥勒商业区（Quartier des Batignolles）的人流，但它自身却存在一些技术难度，并且无法保证通勤效率和准点率。首先，如果从圣拉扎尔终点站附近的奥柏站（Auber）乘坐A线前往拉德芳斯，只需7分钟便可到达，而E线西延段呈上文所述前往彼处却要10-15分钟。其次，圣拉扎尔路网的运作本已足够复杂，若让E线西延段行走此处只能使运作更加困难。另外，800米的隧道还存在坡度问题，因为路轨将从地下40多米爬升到地面。

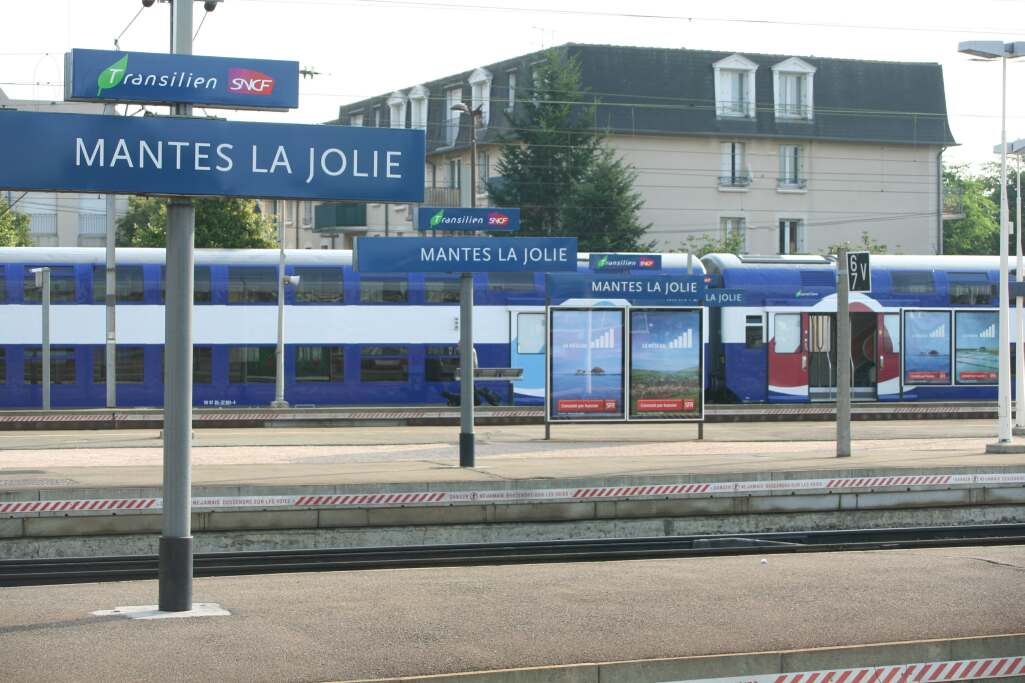
芒特拉若利车站

#### 修正方案
2006年7月，拉德芳斯公共管理局（EPAD）提出，线路延伸段可通过8公里的隧道直达拉德芳斯，然后取代A线的普瓦西站分支，最终延长到芒特拉若利（Mantes-la-Jolie）。
该方案成本更高一些，但却能针对性的解决法兰西岛大区的多个交通"黑点"。首先，从东部郊区前往拉德芳斯的通勤族可以彻底的不用乘坐A线上班（原来必须在丰特奈或圣拉扎尔-奥柏换A线）；其次，从巴黎北站（及其路网）前往拉德芳斯，可不必乘坐B线前往沙特莱-大堂站，再转A线，当中B线与D线共用的隧道已经令公众怨声载道多年；另外，这个方案还可以缓解诺曼底和拉德芳斯之间线路负载；还有，线路途经普瓦西，可以取代A线的A5分支，这样A线可以有更多的列车投入到A3分支（塞尔吉站，Cergy）运营，而这也是A线运作上诟病已久的一个问题。

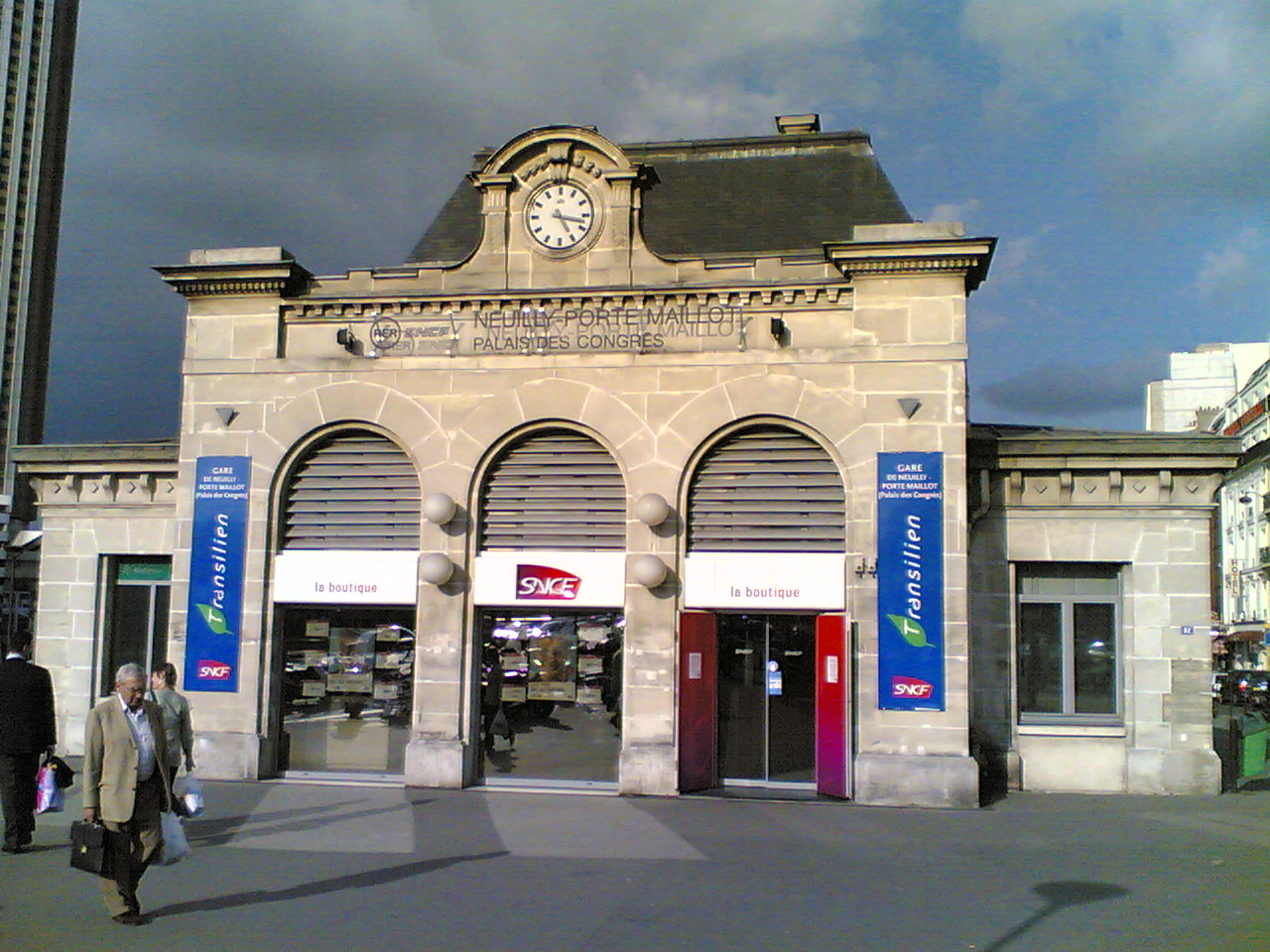
讷伊-马约门站

几个月后，EPAD又提议，在圣拉扎尔和拉德芳斯之间，线路途经马约门（Porte Maillot）而不是佩雷尔（Pereire），意图在于同时缓解地铁1号线的客流(也是东西向)，同时能和法兰西岛大区快铁C线互通。

#### 研究进展
2007年2月，法兰西岛规划办（Schéma directeur de la région Île-de-France，縮寫SDRIF）提出了上述西延段计划，并于次年9月被采纳。计划将在2014-2027年间完成。
2008年3月27日，法兰西岛大区委员会投票通过耗资150万欧元的财政预算，用于E线西延段的隧道研究，另有140万欧元用于施工和与既有圣拉扎尔路网的衔接。在这种情况下，西延段的通车要推到2030年。EPAD觉得这样太慢，要求追加投资。当年6月的杂志期刊上，EPAD声称需要3亿欧元，可以在2020年完工，但经费的分摊和来源尚未明了。之前，环保部长让-路易·博卢（Jean-Louis Borloo）委托法兰西岛大区的一名官员做了一份报告，强调E线西延段的紧迫性，2013年，拉德芳斯将新增50000个工作岗位，由此，RER A线高峰期的客流量在2015年将比当前增长20%，在2020年将增长40%。这样一种紧迫的形势，E线修建隧道直达拉德芳斯应该优先考虑。
当时，关于E线拉德芳斯新车站的选址还有过讨论，有三个方案供参考：
- EPAD主张的，利用计划中的隧道，到达四时商业中心（Quatre Temps）地底车站，同时重新利用1个已经修建地下结构的废弃地铁站
- 同为EPAD主张的，隧道走南边的环形路，到达讯号大楼地底车站，但转乘不方便。
- 塞纳下游公共管理局（法语：Seine-Arche）（EPASA）主张的，在全国工业技术中心（CNIT）地底建新车站，更方便换乘。

那份报告中并没有说明究竟采用何种方案，有赖于后续研究进行确定。
2009年1月19日，法兰西岛委员会主席让-保罗·于雄（Jean-Paul Huchon）对外宣布，E线西延段将在4-5年内完成。1月21日，STIF、SNCF大区委员会和法国政府开会考察了目前的研究进度，其中STIF表示要在2009年年底组织一次公众辩论。而在1月27日的国民议会上，国务卿于贝尔·法尔科（Hubert Falco）和库尔伯瓦市副市长雅克·科索夫斯基（Jacques Kossowski）的交流似乎表明，法国政府对这个项目不够热心。
不过同年4月6日，交通部长多米尼克·比瑟罗在卡昂宣布一项对E线西延段影响重大的计划：在2020年之前，要耗资30亿欧元在芒特拉若利和楠泰尔之间修一条新线。这样的话，巴黎发往西北部的列车就不会和E线西延段发生冲突，有利于E线西延段计划的实施。而6月30日，总统尼古拉·萨科齐在拉德芳斯发表讲话，声明对该计划的财政支持，并表明E线西延段修建的紧迫性，但没有指明资金来源于国家支持还是地方政府。他还指出依法治理应有助于缩短行政程序。
至此，修建隧道从圣拉扎尔直达拉德芳斯的方案基本上已经成为既定方案，中间在马约门修一个新车站，但往芒特拉若利的延长线进度取决于上文所提到的30亿欧元新线的进度。另外，拉德芳斯新车站将建在四时中心地底，并且在拉德芳斯以西再建一个新车站——楠泰尔拉福利站（目前为一货车场），作为E线在巴黎西边的出口。
到10月22日，修建隧道从圣拉扎尔直达拉德芳斯的方案基本上已经成为既定方案，只是拉德芳斯新车站改到CNIT地底。但隧道线路上是否要在马约门修建车站和地铁1号线转乘仍待确定，如果不修建这个车站，可以节省2-2.5亿欧元，并且往返拉德芳斯和圣拉扎尔只需6分钟（如果修建车站则需7分50秒），但这样做无疑会让1号线西段的饱和状况继续恶化。
2010年1月27日，EPAD、EPASA等多家机构签署了一项合作协议，用于E线西延段工程的研究。

#### 公众辩论

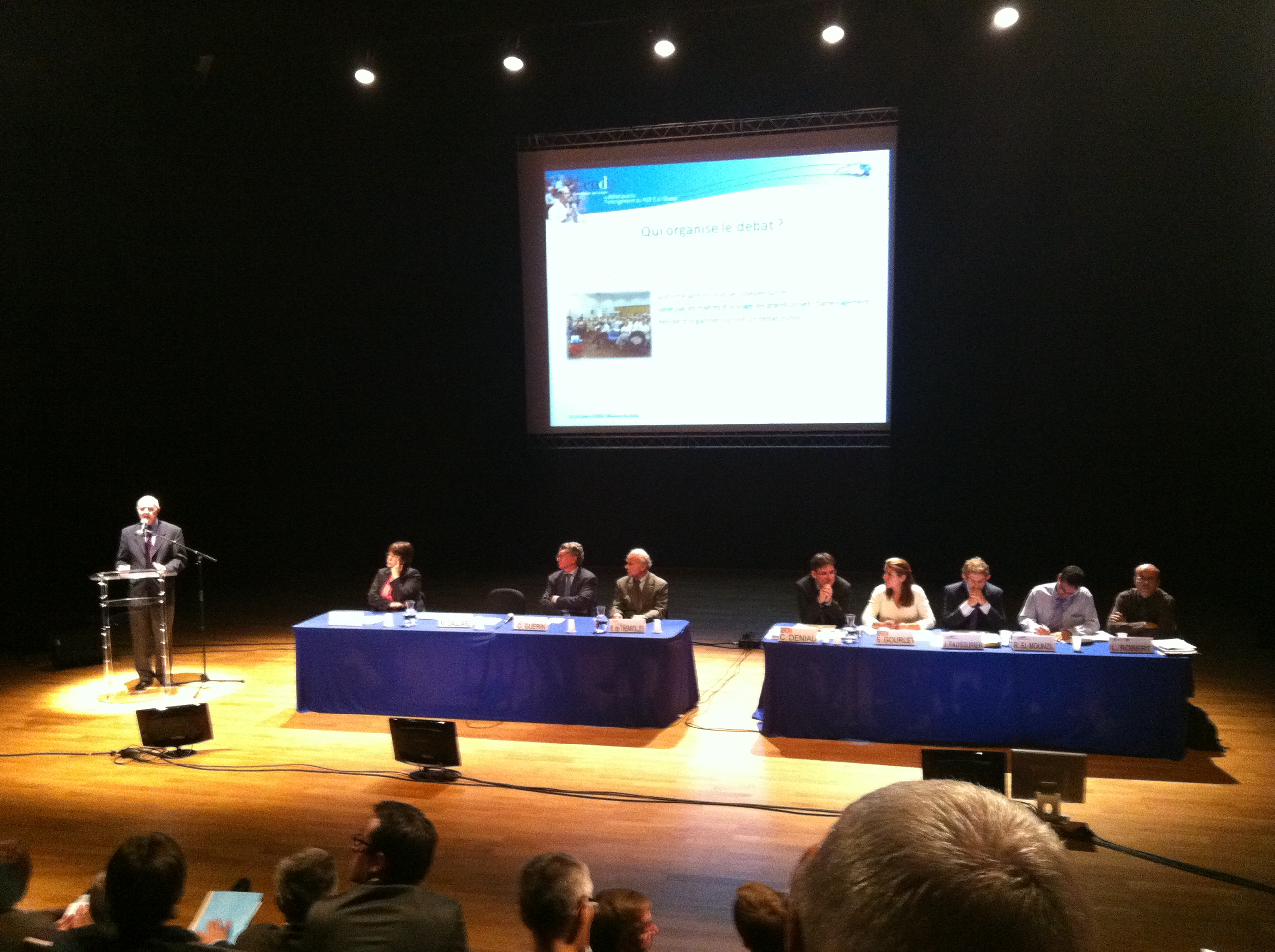
E线西延段的公众辩论正在进行中

2009年12月18日，STIF通知公众辩论国家委员会（Commission nationale du débat public，縮寫CNDP）组织一场关于E线西延段方案的公众辩论，并通知公众。
2010年2月3日，CNDP决定在当年秋冬季组织一场公众辩论，定于10月1日至12月19日之间举行。同时，在E线西延段牵涉到的沿途城市也将先后召开10次公众会议。目前公众辩论正在进行之中，提交给公众辩论的文件包含以下几个辩论焦点：
- 圣拉扎尔-拉德芳斯隧道方案：直达，不新增任何中间站；或者在马约门增停；或者往北拐到克利希门，然后再向西前往拉德芳斯。

- 拉德芳斯地底新车站又有新方案：除CNIT方案之外，还有库尔伯瓦环形大道地底方案，以及甘必大大街（Avenue Gambetta）地底方案。

- 在楠泰尔和既有铁路线相衔接方案：立体交叉，在鲁昂桥平面；立体交叉，在塞纳河平面；地下隧道，从86号高速公路和既有铁路线地下穿过。

當時初定的线路走向与车站列表如下：
|  |  |   |  |  | 车站                                                 | 区域环数 | 途径城镇                  | 转乘其他列车                                          |
|  |  | - |  |  | ---------------------------------------------------- | -------- | ------------------------- | ----------------------------------------------------- |
|  |  | • |  |  | 芒特拉若利 Mantes-la-Jolie                           | 6        | 芒特拉若利 芒特城         | ter Haute-Normandie TGV                               |
|  |  | • |  |  | 芒特车站 Mantes-Station                              | 6        | 芒特拉若利 芒特城         | [T] · [J] · [N]                                       |
|  |  | • |  |  | 埃波讷-梅济耶尔 Épône — Mézières                     | 6        | 埃波讷 塞纳河畔梅济耶尔   | [T] · [N]                                             |
|  |  | • |  |  | 欧贝让维尔-伊丽莎白维尔 Aubergenville-Élisabethville | 6        | 欧贝让维尔 埃波讷         |                                                       |
|  |  | • |  |  | 莱米罗站 Les Mureaux                                 | 6        | 莱米罗                    |                                                       |
|  |  | • |  |  | 韦尔讷伊林间空地 Les Clairières de Verneuil          | 5        | 塞纳河畔韦尔讷伊          |                                                       |
|  |  | • |  |  | 韦尔努耶-韦尔讷伊 Vernouillet - Verneuil             | 5        | 韦尔努耶 塞纳河畔韦尔讷伊 |                                                       |
|  |  | • |  |  | 塞纳河畔维莱讷 Villennes-sur-Seine                   | 5        | 塞纳河畔维莱讷            |                                                       |
|  |  | • |  |  | 普瓦西站 Poissy                                      | 5        | 普瓦西                    | [T] · (A)                                             |
|  |  | • |  |  | 楠泰尔拉福利 Nanterre - La Folie                     | 3        | 楠泰尔                    | TGV（计划中）                                         |
|  |  | • |  |  | 拉德芳斯站 La Défense                                | 3        | 皮托 库尔伯瓦             | (M) · (1) · (RER) · (A) · [T] · [L] · [U] · (T) · (2) |
|  |  | • |  |  | 讷伊-马约门 Neuilly - Porte Maillot                  | 1        | 巴黎十七区                | (M) · (1) · [T] · (C)                                 |
|  |  |   |  |  | 或者                                                 |          |                           |                                                       |
|  |  | • |  |  | 克利希门站 Porte de Clichy                           | 1        | 巴黎十七区                | （计划中）                                            |

（斜体字代表该车站可选）
预计建成通车之后，E线在芒特拉若利的高峰期发车频率将达到10分钟一班，即1小时6班，4班为慢车，停靠芒特和普瓦西之间的所有车站，2班为半快车，选择性停靠，这6班车在普瓦西和楠泰尔之间不停靠任何车站。另外，如果2020年那一条耗资30亿的新线能够通车，那E线西延段的发车频率预计还将提高。
E线西延段通车后，全线的运作方式亦将作相应修改，往返芒特拉若利的班车在东边终止于马真塔站，往返谢勒-古尔奈站和图尔南站的班车在西边终止于楠泰尔，这样，线路一端出现故障时，另一端不会受到太多影响。而高峰期中心路网的发车频率也将达到1小时22班（西边来车每小时6班，东边来车每小时16班）。另外，西延段预计将增投77辆Z 22500投入运营，补充原来的53辆列车，这样线上就有130辆列车行走；不过也有另一种可能，就是重新订购130辆更新的列车，然后把既有的Z 22500转给其它路网使用。
當時预定的时间表为：2013年至2017年为巴黎-芒特拉若利线路施工，2014年为圣拉扎尔-拉德芳斯隧道开工建设，2020年西延段建成通车。这时线路耗资将达到20-28亿欧元，6.2亿被用来优化芒特拉若利和普瓦西之间的线路。
目前楠泰尔拉福利、拉德芳斯及讷伊-马约门站已於2024年5月6日通車，E線已確定不會途經克利希门站。楠泰尔拉福利站以西的路段最新預計於2026年底通車。

### E线东延段

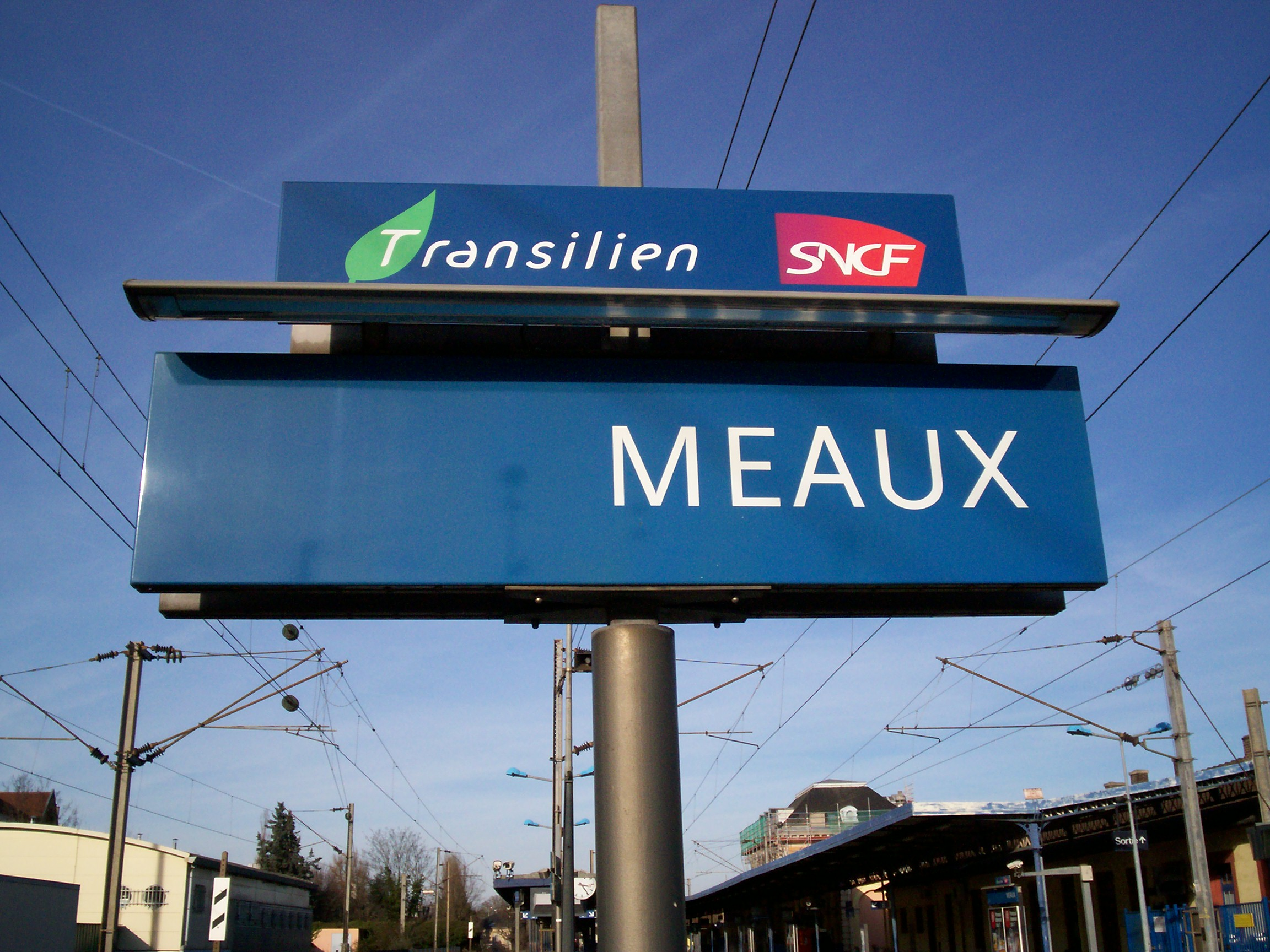
莫城车站

#### E2延伸段
2008年9月25日，法兰西岛大区委员会通过了SDRIF提出的E2分支向东延伸到莫城站的计划，该计划将在2021-2027年之间完成。
E2的延伸将把巴黎东站远郊铁路中往返莫城站的半直达车整合进E线，转变为慢车，该东延段将在西延段完成后实施，两个延伸段相配套，可以解决当前中心路网的饱和状况。同时，该延伸段将方便塞纳-马恩省东部莫城的50000居民来往巴黎市区，同时亦将方便马恩河谷的居民。因为在此之前，马恩河谷只有A线进行通勤列车服务。

#### 南部新分支

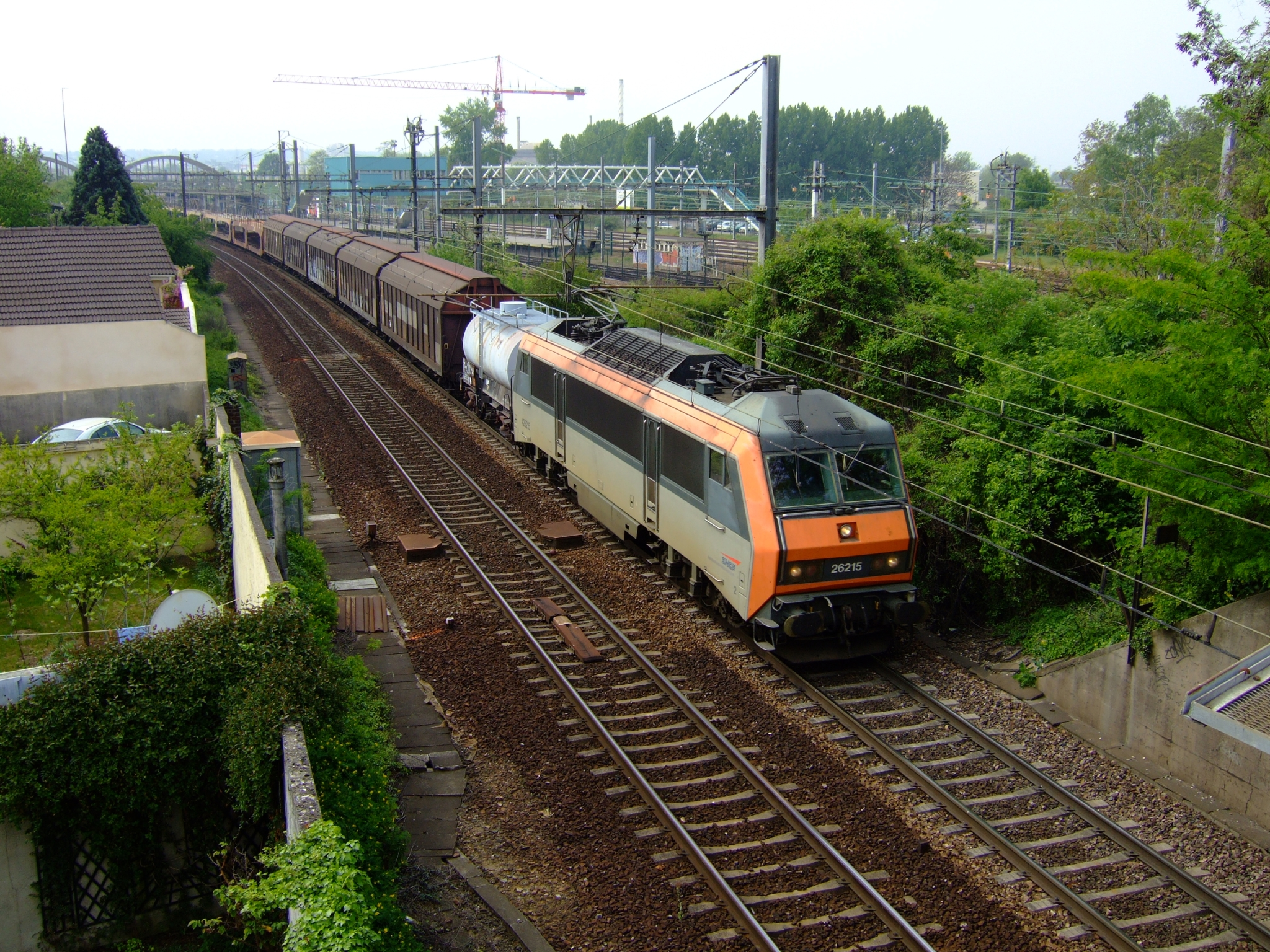
一列货车行驶在法兰西岛环线铁路上

E线修建时，曾经有一个分支从路线图中除去，几年前再次被提出要求新增，这就是马恩河畔尚皮尼分支，该分支从诺让-勒佩勒出发，利用法兰西岛环线铁路（Grande Ceinture）的一部分，到达尚皮尼或RER A线上的拉瓦雷讷-谢讷维耶尔（La Varenne - Chennevières）。
但由于马恩河畔诺让的铁路桥已经无法承载过大的运力，该计划很快就被推迟。并以延长至图尔南为补偿。

#### 延伸至布雷翁河谷
法兰西岛规划办已经在筹划将E4分支延长至布雷翁河谷发展区（ZAC du Val Bréon）的项目。该发展区亦座落在目前E4终点图尔南站所在的管辖范围内。
该延伸项目将服务在布雷翁河谷仓库工作的1200-1600名雇员，亦将改善目前E4终点站列车停放受限的问题。目前有两个方案供参考：
- 在图尔南和布里地区马尔勒（法语：Gare de Marles-en-Brie）之间新建一条路轨供E线使用。
- 利用已有的，通往布雷翁河谷中心的专线货运铁路，但新建一个车站。相应的，当地将兴建一个公交站和专用停车场。

但此延长计划目前只有一个草稿，没有时间表，据称还需要作更多细致的研究。不过当地报刊《牧羊犬国度》对该计划的实施持乐观态度，而SNCF总裁纪尧姆·佩皮（Guillaume Pepy）也于2010年5月19日在当地选民的陪同下造访了布雷翁河谷。

## 周边主要旅游景点
和其他法兰西岛大区快铁相比，E线周边旅游景点相对偏少。
- E线可以在马真塔站（法语：Gare de Magenta）转往巴黎东站，转乘远郊P线前往中世纪交易名城普罗万。